# 教宗權杖

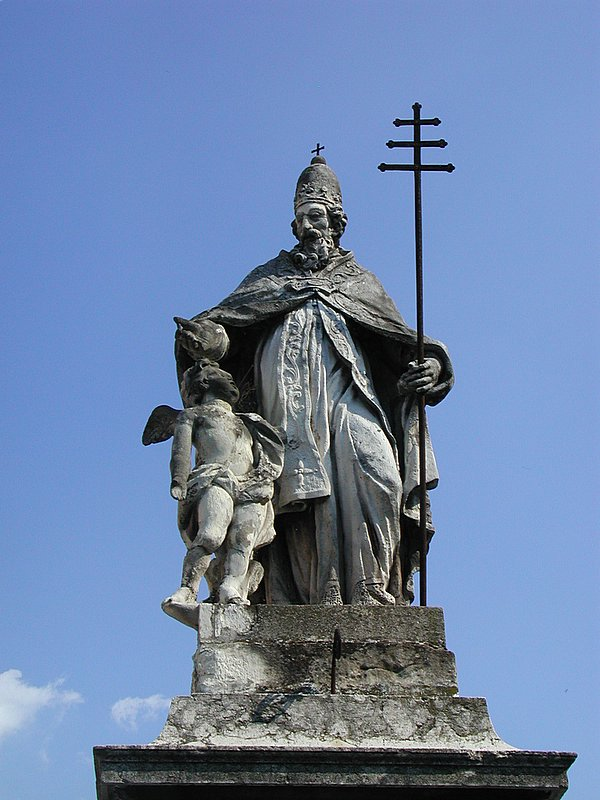
手执传统三槓十字架造型的教宗權杖的教宗思维一世雕像

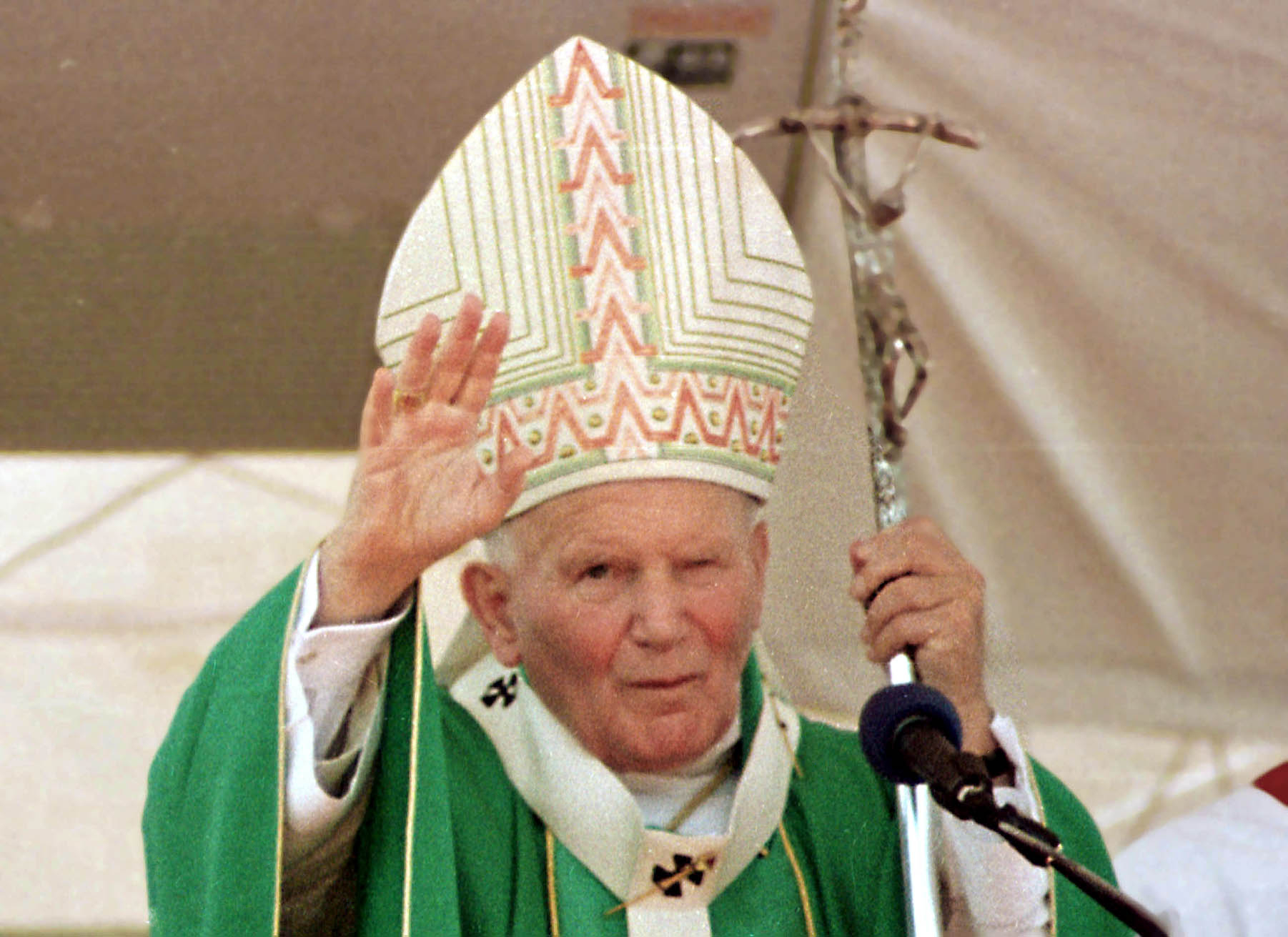
教宗若望·保禄二世手举現今使用的苦像造型的教宗權杖

教宗牧杖（拉丁語：ferula）或稱作教宗權杖，如同其他天主教的主教的禮儀配件中的權杖， 教宗在執行儀式或是公開見面時常常會手執此物作為禮儀服飾的一部份，一般主教的權杖從十字架到模仿牧羊人的圓弧形牧杖的造型都有，但就教宗權杖而言造型上大多是一個上端有個十字架的長手杖。

## 歷史

### 早先的使用
在原先並沒有對於教宗在禮儀中使用權杖的傳統，在教宗英諾森三世的著作De Sacro altaris mysterio（至論祭壇的神聖奧秘）中記錄著「羅馬宗座並不使用牧杖」。關於這點有個可能的解釋是其他主教的牧杖是在他獲選時，由他所掌管的教區所附屬的教省總教區總主教或是其他主教贈送給他以作為授職於他的象徵。然而作為教宗沒有其他主教有資格擔任這個贈與者。 

### 採用
不過在中世紀盛期，教宗們開始使用權杖表示他們的權威。不過權杖在教宗所舉行的儀式中並非常見的配件，只有在幾個重要場合會出現權杖，如奉獻教堂或是禧年時開啟聖門，教宗會以權杖敲擊被封起來的聖門三次。
在某段時期教宗權杖被制作成頂端為有著三條槓的十字架。这种十字图案经常被用在教會紋章學(ecclesiastical heraldry)中，作为教宗正式使用的標誌。它带有三道靠近顶端的横杠，随着向顶端靠近它们也依次缩短。在外形上類似於有兩道槓的宗主教十字，此一十字架符號在拉丁禮天主教的牧徽中被廣泛用來代表總主教。因此在某些方面教宗十字上外加的那條橫槓是表示教宗高於總主教的地位。

### 近代的使用
1963年教宗保禄六世委託拿坡里艺术家萊羅·郭斯理（義大利語：Lello Scorzelli）设计製作一個苦像造型的權杖，該銀色的苦像使用了只有一槓的拉丁十字形式。该十字架的横梁被弯曲得很像东方基督教主教們常常拿在手中的paterissa。自保祿六世在梵蒂岡第二次大公會議的閉幕禮上初次使用這權杖後，後來這根權杖就常常和保祿六世的繼承者一起出現在公開場合。
2008年3月16日，在圣伯多禄广场举行的棕枝主日庆典上，教宗本笃十六世使用了教宗庇护九世曾經使用過的權杖。2009年11月24日第一晚禱，他則使用一個類似前者的新十字架。

## 特定教宗的十字

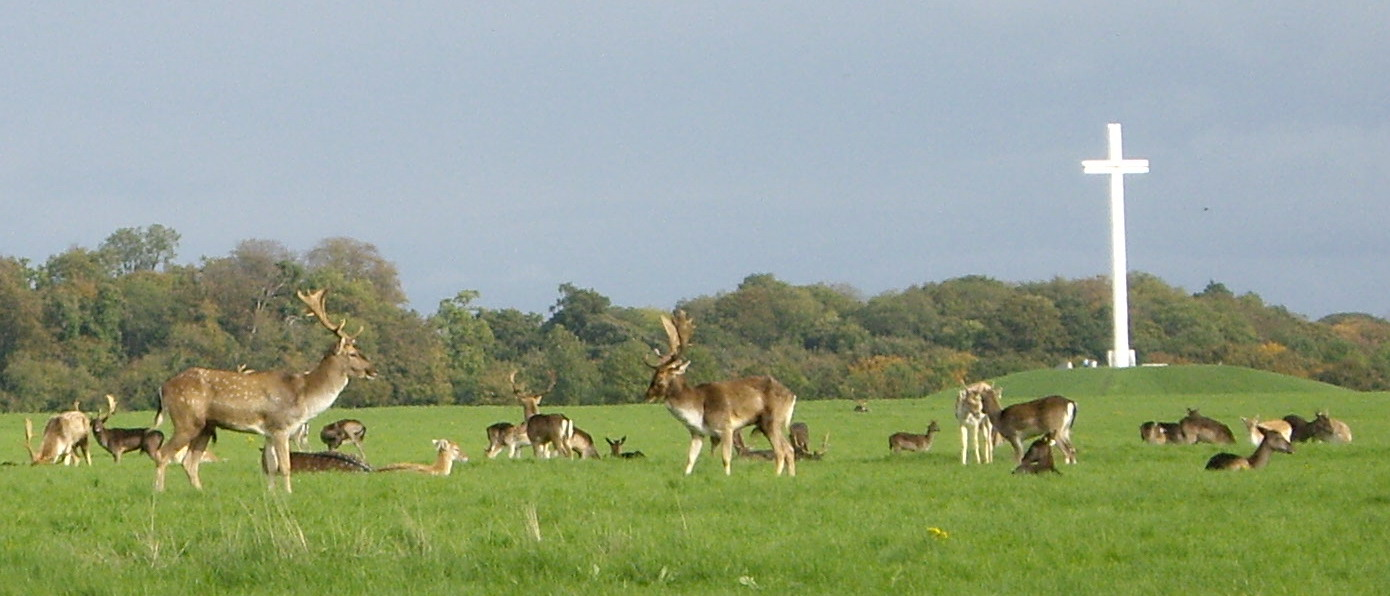
都柏林凤凰公园(Phoenix Park)，鹿在教宗十字旁边吃草。

不同质地的十字都被称为教宗十字，只因它们都与某位教宗相联系。一个例子就是立在爱尔兰都柏林凤凰公园(Phoenix Park)的巨大白色十字架，通常被称作“教宗十字”。它是为1979年9月教宗若望·保禄二世的访问而树立的。在该十字架前他为超过一百万人举行了弥撒。
当他于2005年4月2日去世时，人们聚集在该教宗十字周围以纪念他，并将鲜花和其他纪念物摆放在周围。

## 延伸阅读
- Bühren, Ralf van: Kunst und Kirche im 20. Jahrhundert. Die Rezeption des Zweiten Vatikanischen Konzils (Konziliengeschichte, Reihe B: Untersuchungen). Paderborn: Ferdinand Schöningh 2008 (ISBN 978-3-506-76388-4)